# Fredrik Svanberg
Fredrik Svanberg, född 1972, är en svensk arkeolog och museiman. Han docent i arkeologi och arbetar som chef för Kulturhistoriska avdelningen vid Nordiska museet. Han har tidigare bland annat arbetat som forskningschef vid Statens historiska museer, som projektledare för arkeologiska undersökningar vid Riksantikvarieämbetet samt som förste antikvarie vid Statens historiska museum.

## Biografi
Fredrik Svanberg är arkeolog och museispecialist. Han disputerade 2003 i Lund på avhandlingen Decolonizing the Viking Age vars ena volym behandlar vikingatiden ur ett postkolonialt perspektiv, medan den andra handlar om gravskick och identitet i vikingatidens Sydskandinavien. Han har även forskat kring bronsåldern, dödsritualer, arkeologi i ett samhällsperspektiv, museifrågor och speciellt samlande samt kring raslärans och de äldre anatomiska samlingarnas historia i Sverige. Som forskningschef vid Statens historiska museer skapade och samordnade Svanberg ett större antal forsknings- och utvecklingsprojekt av olika slag, bland annat om det vikingatida Birka som skapade en Birkaportal, om Historiska museets egen historia och om museisamlande, samt var redaktör för skriftserien The Museum Of National Antiquities, Stockholm, Studies (senare The Swedish History Museum, Studies) i vilken ett antal volymer gavs ut. Svanberg har arbetat med många utställningsprojekt, till exempel History Unfolds på Historiska museet. Svanberg var ledare för ett regeringsuppdrag om att göra en kunskapsöversikt om mänskliga kvarlevor vid museer. Svanberg är en av redaktörerna för tidskriften Nordisk museologi samt deltar i editorial board för tidskriften Current Swedish Archaeology och editorial advisory board för tidskriften Museum Worlds. 
Svanberg har varit aktiv som kulturskribent och kulturdebattör i dagspress med artiklar om historiebruk, museifrågor och svåra kulturarv.